# 概率有神論
概率有神論（英文：”Probability of Theism”），或譯為「或然率有神論」，是有神論的證明理論之一，近來由於英國神學家理察·斯溫伯恩重新提出，而引起哲學界與神學界的熱烈討論。

## 概率有神論的簡介
- 若沒有一位造物主，吾人該如何解釋宇宙大爆炸？但是如果有一位造物主，那麼大爆炸就可以被解釋了，比方說有一本名叫《聖經》的書中提過有一位造物主耶和華就曾經交待過其創世動機....
- 如果我們用概率來解釋宇宙形成之謎、地球生命形成之謎、物種演化之謎、初始生物的肉食之謎....這些不可思議的事情全部發生在一個地球上的一小段時間內，其機率會小到何等程度？其機率是否會小於有一位造物主的可能性？
- 有神論者比實證論者回答了更多的問題，有神論者能夠解答因有神論而產生的問題，但實證論者不能解決其問題，不是嗎？
- 如果有造物主，吾人該如何證明祂完全不可能是透過《聖經》向我們說話的那一位耶和華？既然祂是造物主，顯然祂可以做到這樣的事....
- 如果有上帝，祂便有可能做出許多違反自然定律的事情。比方摩西分開紅海的事蹟的重點根本不在於其違反物理定理，而是造物者有沒有插手此事的動機。若沒有上帝，歷史中那麼多違反自然律的事情又能是誰做的？
- 第一個結論如下：將所有的原始資料放在一個天秤上判斷這個宇宙有沒有造物主，結果天秤將會倒向有神論的一邊，雖然我們暫時不能知道是一位神還是一票神，也不知道神是否有名字....
- 第二個結論如下：將所有有神論的資料放在一個天秤上判斷，天秤將會倒向《聖經》中的那一位耶和華，因為該教是所有宗教中關於創世與宇宙目的論兩個主題中闡述的最接近現代科學觀的....

## 概率有神論的哲學源流與正反意見
- 概率有神論是個在神學領域及哲學領域中都非常有爭議的主張，首先「概率論」是無神論者（主要是啟蒙運動的實證論者）用來說明宇宙秩序乃是一連串巧合下的產物、因此並不需要做出宇宙曾有位設計者的一個論點。現代由理察·斯恩伯溫重新提出的概率有神論等於是有神論者使用了實證論者的方法來主張其「宇宙目的論」、「設計論」。現在因為雙方使用的方法論相同但結論卻相反，暗示了實證論者有所錯誤，此舉被視為對實證主義的一種挑釁的行為。這也造成了實證論者的危機意識，感受到其哲學主張尚不夠普及化，乃至於對手偷偷調包了內容。

- 此外，由理察·斯恩伯溫重新提出的這種概率有神論其實是基督教神學中「托馬斯主義」的一次恢復。托馬斯·阿奎納主張：雖然理性是不足以認識上帝的全貌，但用其來證明上帝的存在仍是綽綽有餘的。證明上帝的存在這不僅是神學家的使命，並且在這個使命上，上帝也會與神學家們合作，祂曾在宇宙萬物當中留下了足夠的證據來證明其自身，神學家的使命便是找出這些證據。但是這種論點時至今日會被認為是理性主義神學，與宗教改革以後通過加爾文恢復的奧古斯丁主義神學傳統已是背道而馳，因此可以說現代版的「概率有神論」乃是哲學跟神學思想上的一次特殊主張。